# Пероза Канавезе
Перо̀за Канавѐзе (на италиански: Perosa Canavese; на пиемонтски: Prosa, Пъроза) е село и община в Метрополен град Торино, регион Пиемонт, Северна Италия. Разположено е на 265 m надморска височина. Към 1 януари 2020 г. населението на общината е 527 души, от които 21 са чужди граждани.